# Lijst van nationale parken in Guatemala
Hieronder volgt een lijst van de nationale parken in Guatemala:
| Nationaal park                        | Stichtingsjaar | Oppervlakte (km2) | Foto |
| ------------------------------------- | -------------- | ----------------- | ---- |
| Nationaal park Cerro El Baúl          | 1955           | 2,4               |      |
| Nationaal park Cerro Miramundo        | 1956           | 9,02              |      |
| Nationaal park Cuevas del Silvino     | 1972           | 0,08              |      |
| Nationaal park Cerro El Reformador    | 1955           | 0,6               |      |
| Nationaal park El Rosario             | 1980           | 11,05             |      |
| Nationaal park Grutas de Lanquín      | 1955           | 0,11              |      |
| Nationaal park Laguna Lachuá          | 1976           | 145               |      |
| Nationaal park Laguna del Tigre       |                | 293               |      |
| Nationaal park Laguna El Pino         | 1955           | 0,73              |      |
| Nationaal park Las Victorias          | 1980           | 0,82              |      |
| Nationaal park Los Aposentos          | 1955           | 0,15              |      |
| Nationaal park Mirador Río Azul       | 1987           | 54                |      |
| Nationaal park Sierra del Lacandón    | 1990           | 2028              |      |
| Nationaal park Tikal                  | 1955           | 57,58             |      |
| Nationaal park Riscos de Momostenango | 1955           | 2,4               |      |
| Nationaal park Río Dulce              | 1955           | 130               |      |
| Nationaal park San José La Colonia    | 1955           | 0,54              |      |
| Nationaal park Sipacate-Naranjo       | 1969           | 20                |      |
| Nationaal park Pacaya                 | 1963           |                   |      |
| Nationaal park Yaxhá-Nakum-Naranjo    | 2003           | 371,06            |      |
| Nationaal park Cuevas de Candelaria   | 1999           |                   |      |